# Жабрица Коржинского
Жабрица Коржинского (лат. Seseli korshinskyi) — многолетнее травянистое растение, вид рода Бедренец (Pimpinella) семейства Зонтичные (Apiaceae). В литературе и интернет-источниках вид часто встречается под названием Бе́дренец Коржинского (лат. Pimpinella korshinskyi), которое является устаревшим синонимом.
Вид назван в честь российского ботаника Сергея Ивановича Коржинского.

## Распространение и экология
Ареал вида охватывает Памиро-Алай. Эндемик. Описан с озера Кара-Куль.
Произрастает на каменистых склонах.

## Биологическое описание
Корень восходящий, толщиной 0,5 см, наверху ветвистый, многоглавый. Стебли высотой 80—90 см, в числе нескольких, прямые, ветвистые, тонко опушённые, более менее бороздчатые.
Прикорневые и нижние стеблевые листья на длинных, почти равных пластинке черешках, при основании сразу расширенные в стеблеобъемлющие влагалища; пластинка листа продолговатая, длиной 12—15 см, шириной около 6 см, с 3—4 парами отставленных друг от друга листочков, последние в очертании почти округлые, у основания сердцевидные или клиновидные, цельные или глубоко трёхлопастные, иногда трёхраздельные, по краям неровно островато-зубчатые, пластинка листочка длиной 1,5—2,5 см и почти такой же ширины.
Зонтики 1,5—4 см в поперечнике, на концах стебля и веток 2—5-лучевые, с неодинаковыми, коротко опушенными лучами; зонтички многоцветковые, мелкие, 5—7 мм в поперечнике; зубцы чашечки незаметные. Обёртка и обёрточка из 3—5 линейных заострённых листочков. Лепестки зеленовато-беловатые, длиной около 0,75 мм, с загнутой внутрь острой верхушкой.
Молодые плоды почти шаровидные, густо опушённые.

## Классификация

### Таксономия[1]
Seseli korshynskyi 	(Schischk.) Pimenov, 1977, Byull. Moskovsk. Obshch. Isp. Prir., Otd. Biol. 82(3): 141
Вид Жабрица Коржинского относится к роду Жабрица (Seseli) семейства Зонтичные (Apiaceae) порядка Зонтикоцветные  (Apiales). Кладограмма в соответствии с Системой APG IV:
|  |                                      |  |                                   |                                   |                     |  | ещё 6 семейств | ещё 6 семейств |                     |  |  |  | еще 146 подтвержденных вида, и 58 в статусе "непроверенных" видов и инфравидовых таксонов |
|  |                                      |  |                                   |                                   |                     |  | ещё 6 семейств | ещё 6 семейств |                     |  |  |  | еще 146 подтвержденных вида, и 58 в статусе "непроверенных" видов и инфравидовых таксонов |
|  |                                      |  |                                   | порядок Зонтикоцветные            |                     |  |                |                | род Жабрица         |  |  |  |                                                                                           |
|  |                                      |  |                                   | порядок Зонтикоцветные            |                     |  |                |                | род Жабрица         |  |  |  |                                                                                           |
|  | отдел Цветковые, или Покрытосеменные |  |                                   |                                   | семейство Зонтичные |  |                |                | Жабрица Коржинского |  |  |  |                                                                                           |
|  | отдел Цветковые, или Покрытосеменные |  |                                   |                                   | семейство Зонтичные |  |                |                |                     |  |  |  |                                                                                           |
|  |                                      |  | ещё 63 порядка цветковых растений | ещё 63 порядка цветковых растений |                     |  |                | ещё 447 родов  | ещё 447 родов       |  |  |  |                                                                                           |
|  |                                      |  |                                   | ещё 63 порядка цветковых растений |                     |  |                |                | ещё 447 родов       |  |  |  |                                                                                           |